# Adrian Mutu
Adrian Mutu (Călinești, 1979. január 8. –) román labdarúgó, csatár, hazájában négyszer (2003, 2005, 2007, 2008) választották meg az év legjobb játékosának. 2021 május végén nevezték ki az U Craiova vezetőedzőjének.

## Karrierje

### Kezdetek
Mutu felnőtt karrierjét az Argeș Piteștinél kezdte 1996-ban. Itt három évet játszott, ezalatt tizenegy gólt szerzett. 1999-ben a Dinamo Bukaresthez igazolt. Itt mindössze egy évet töltött, majd légiósnak állt.

### Olaszországban
2000-ben szerződött Olaszországba, az Interhez. Fél év és mindössze 10 mérkőzés után távozott, a Verona igazolta le őt, ekkor még csak fele játékjogát megvéve. 2001 januárjában a Verona megvette Mutu játékjogának másik felét is. Itt már több időt, másfél évet töltött, majd egy újabb középcsapat, a Parma játékosa lett.

### Chelsea
2003 nyarán lett a Chelsea játékosa, 22,5 millió euróért. Első három meccsén négy gólt szerzett, ám később a lendület alábbhagyott.
A következő idényben több összetűzése is volt José Mourinhóval. 2004 szeptemberében doppingvétség miatt 1 évre eltiltották. A büntetés végül 2005 májusában ért véget.

### Ismét Olaszországban
2005 januárjában ötéves szerződést írt alá a Juventusszal, annak ellenére, hogy csak májusban léphetett először pályára. Első meccsét május 25-én, csereként játszotta a Juve színeiben. Ebben az évben ez volt az egyetlen meccse.
A következő szezonban stabil kezdő volt, ám miután a csapatot a bundabotrányban játszott szerepe miatt kizárták, Mutu, több más játékossal együtt, távozott.

### Fiorentina
2006 nyarán a Fiorentina nyolcmillió euróért szerződtette. A klubcserének köszönhetően együtt dolgozhatott korábbi edzőjével, Cesare Prandellivel.
2008 nyarán a Roma megpróbálta leigazolni őt, ám visszautasította az ajánlatot. Nem sokkal ezután 2012-ig szerződést hosszabbított.
November 30-án, kétszázadik Serie A-meccsén elsőként vezethette ki csapatát kapitányként a pályára. Februárban ismét jubilált, megszerezte 100. és 101. bajnoki gólját.
2010. január 29-én ismét fennakadt a doppingvizsgálaton.
2011. január 6-án a Fiorentina szerződést bontott vele nem megfelelő magatartása miatt.

### Cesena
2011 nyarán kétéves szerződést kötött a Cesenával, ami a megállapodás szerint kölcsönös elégedettség esetén további egy évvel meghosszabbítható.

### Válogatott
Két nagy tornán, a 2000-es és a 2008-as Eb-n játszott. 2011-ben eltiltották a válogatottságától. 77-szeres válogatott, 35 góljával Gheorghe Hagival holtversenyben a román nemzeti csapat legeredményesebb labdarúgója. 2013-ban vonult vissza a nemzeti csapattól.

## Sikerei, díjai
FC Dinamo București
- Román bajnok: 1999-2000

Juventus FC
- Olasz bajnok: 2004-05, 2005-06 (a 2006-os olasz labdarúgóbotrány után az Olasz labdarúgó-szövetség utólag elvette ezeket a bajnoki címeket a Juventustól)

Egyéni
- Az év játékosa Romániában: 2003, 2005, 2007, 2008
- Olasz labdarúgókupa gólkirálya: 2009-10

## Pályafutása statisztikái
| Teljesítmény klubjában | Teljesítmény klubjában | Teljesítmény klubjában | Bajnokság | Bajnokság | Kupa                | Kupa                | Nemzetközi | Nemzetközi | Összesen | Összesen |
| Szezon                 | Klub                   | Bajnokság              | Mérk.     | Gól       | Mérk.               | Gól                 | Mérk.      | Gól        | Mérk.    | Gól      |
| Románia                | Románia                | Románia                | Bajnokság | Bajnokság | Román labdarúgókupa | Román labdarúgókupa | Európa     | Európa     | Összesen | Összesen |
| ---------------------- | ---------------------- | ---------------------- | --------- | --------- | ------------------- | ------------------- | ---------- | ---------- | -------- | -------- |
| 1996-97                | Argeș Pitești          | Divizia A              | 5         | 0         | -                   | -                   | -          | -          | 5        | 0        |
| 1997-98                | Argeș Pitești          | Divizia A              | 21        | 4         | -                   | -                   | -          | -          | 21       | 4        |
| 1998-99                | Argeș Pitești          | Divizia A              | 15        | 7         | -                   | -                   | 6          | 3          | 21       | 10       |
| 1998-99                | Dinamo București       | Divizia A              | 15        | 4         | -                   | -                   | -          | -          | 15       | 4        |
| 1999-00                | Dinamo București       | Divizia A              | 18        | 18        | -                   | -                   | 3          | 4          | 21       | 22       |
| Olaszország            | Olaszország            | Olaszország            | Bajnokság | Bajnokság | Coppa Italia        | Coppa Italia        | Európa     | Európa     | Összesen | Összesen |
| 1999-00                | Internazionale         | Serie A                | 10        | 0         | 4                   | 2                   | -          | -          | 14       | 2        |
| 2000-01                | Verona                 | Serie A                | 25        | 4         | -                   | -                   | -          | -          | 25       | 4        |
| 2001-02                | Verona                 | Serie A                | 32        | 12        | -                   | -                   | -          | -          | 32       | 12       |
| 2002-03                | Parma                  | Serie A                | 31        | 18        | 1                   | 0                   | 4          | 4          | 36       | 22       |
| Anglia                 | Anglia                 | Anglia                 | Bajnokság | Bajnokság | FA-kupa             | FA-kupa             | Európa     | Európa     | Összesen | Összesen |
| 2003-04                | Chelsea                | Premier League         | 25        | 6         | 4                   | 3                   | 7          | 1          | 36       | 10       |
| 2004-05                | Chelsea                | Premier League         | 2         | 0         | -                   | -                   | -          | -          | 2        | 0        |
| Olaszország            | Olaszország            | Olaszország            | Bajnokság | Bajnokság | Coppa Italia        | Coppa Italia        | Európa     | Európa     | Összesen | Összesen |
| 2004-05                | Juventus               | Serie A                | 1         | 0         | -                   | -                   | -          | -          | 1        | 0        |
| 2005-06                | Juventus               | Serie A                | 32        | 7         | 3                   | 1                   | 8          | 1          | 43       | 9        |
| 2006-07                | Fiorentina             | Serie A                | 33        | 16        | -                   | -                   | -          | -          | 33       | 16       |
| 2007-08                | Fiorentina             | Serie A                | 29        | 17        | 1                   | 0                   | 8          | 6          | 38       | 23       |
| 2008-09                | Fiorentina             | Serie A                | 19        | 13        | 1                   | 0                   | 9          | 2          | 29       | 15       |
| 2009-10                | Fiorentina             | Serie A                | 11        | 4         | 2                   | 4                   | 6          | 3          | 19       | 11       |
| 2010-11                | Fiorentina             | Serie A                | 20        | 4         | 0                   | 0                   | 0          | 0          | 20       | 4        |
| 2011-12                | Cesena                 | Serie A                | 0         | 0         | -                   | -                   | -          | -          | 0        | 0        |
| Összesen               | Románia                | Románia                | 74        | 33        | -                   | -                   | 9          | 7          | 83       | 40       |
| Összesen               | Olaszország            | Olaszország            | 243       | 95        | 10                  | 3                   | 35         | 16         | 264      | 109      |
| Összesen               | Anglia                 | Anglia                 | 27        | 6         | 4                   | 3                   | 7          | 1          | 38       | 10       |
| Karrierje összesen     | Karrierje összesen     | Karrierje összesen     | 344       | 134       | 24                  | 13                  | 53         | 24         | 421      | 171      |

## Válogatott góljai
| #   | Dátum                | Helyszín                 | Ellenfél            | Gólarány | Eredmény  | Rendezvény           |
| --- | -------------------- | ------------------------ | ------------------- | -------- | --------- | -------------------- |
| 1.  | 2000. április 26.    | Konstanca, Románia       | Ciprus              | 2-0      | Győzelem  | Barátságos           |
| 2.  | 2002. április 17.    | Bydgoszcz, Lengyelország | Lengyelország       | 2-1      | Győzelem  | Barátságos           |
| 3.  | 2003. március 29.    | Bukarest, Románia        | Dánia               | 2-5      | Vereség   | 2004-es Eb selejtező |
| 4.  | 2003. június 7.      | Craiova, Románia         | Bosznia-Hercegovina | 2-0      | Győzelem  | 2004-es Eb selejtező |
| 5.  | 2003. augusztus 20.  | Doneck, Ukrajna          | Ukrajna             | 2-0      | Győzelem  | Barátságos           |
| 6.  | 2003. augusztus 20.  | Doneck, Ukrajna          | Ukrajna             | 2-0      | Győzelem  | Barátságos           |
| 7.  | 2003. szeptember 6.  | Ploiești, Románia        | Luxemburg           | 4-0      | Győzelem  | 2004-es Eb selejtező |
| 8.  | 2003. szeptember 10. | Koppenhága, Dánia        | Dánia               | 2-2      | Döntetlen | 2004-es Eb selejtező |
| 9.  | 2003. október 11.    | Bukarest, Románia        | Japán               | 1-1      | Döntetlen | Barátságos           |
| 10. | 2004. február 18.    | Lárnaka, Ciprus          | Grúzia              | 3-0      | Győzelem  | Barátságos           |
| 11. | 2004. február 18.    | Lárnaka, Ciprus          | Grúzia              | 3-0      | Győzelem  | Barátságos           |
| 12. | 2004. augusztus 18.  | Bukarest, Románia        | Finnország          | 2-1      | Győzelem  | 2006-os vb selejtező |
| 13. | 2004. szeptember 4.  | Craiova, Románia         | Észak-Macedónia     | 2-1      | Győzelem  | 2006-os vb selejtező |
| 14. | 2005. augusztus 17.  | Konstanca, Románia       | Andorra             | 2-0      | Győzelem  | 2006-os vb selejtező |
| 15. | 2005. augusztus 17.  | Konstanca, Románia       | Andorra             | 2-0      | Győzelem  | 2006-os vb selejtező |
| 16. | 2005. szeptember 3.  | Konstanca, Románia       | Csehország          | 2-0      | Győzelem  | 2006-os vb selejtező |
| 17. | 2005. szeptember 3.  | Konstanca, Románia       | Csehország          | 2-0      | Győzelem  | 2006-os vb selejtező |
| 18. | 2005. október 8.     | Helsinki, Finnország     | Finnország          | 1-0      | Győzelem  | 2006-os vb selejtező |
| 19. | 2006. augusztus 16.  | Konstanca, Románia       | Ciprus              | 2-0      | Győzelem  | Barátságos           |
| 20. | 2006. szeptember 6.  | Tirana, Albánia          | Albánia             | 2-0      | Győzelem  | 2008-as Eb selejtező |
| 21. | 2006. október 7.     | Bukarest, Románia        | Fehéroroszország    | 3-1      | Győzelem  | 2008-as Eb selejtező |
| 22. | 2007. február 7.     | Bukarest, Románia        | Moldova             | 2-0      | Győzelem  | Barátságos           |
| 23. | 2007. március 28.    | Karácsonkő, Románia      | Luxemburg           | 3-0      | Győzelem  | 2008-as Eb selejtező |
| 24. | 2007. június 6.      | Temesvár, Románia        | Szlovénia           | 2-0      | Győzelem  | 2008-as Eb selejtező |
| 25. | 2007. augusztus 22.  | Bukarest, Románia        | Törökország         | 2-0      | Győzelem  | Barátságos           |
| 26. | 2007. szeptember 8.  | Minszk, Fehéroroszország | Fehéroroszország    | 3-1      | Győzelem  | 2008-as Eb selejtező |
| 27. | 2007. szeptember 8.  | Minszk, Fehéroroszország | Fehéroroszország    | 3-1      | Győzelem  | 2008-as Eb selejtező |
| 28. | 2008. május 31.      | Bukarest, Románia        | Montenegró          | 4-0      | Győzelem  | Barátságos           |
| 29. | 2008. június 13.     | Zürich, Svájc            | Olaszország         | 1-1      | Döntetlen | 2008-as Eb           |
| 30. | 2011. március 29.    | Neamt, Románia           | Luxemburg           | 3-1      | Győzelem  | 2012 Eb selejtező    |
| 31. | 2011 március 29.     | Neamt, Románia           | Luxemburg           | 3-1      | Győzelem  | 2012 Eb selejtező    |
| 32. | 2011. június 3.      | Bukarest, Románia        | Bosznia-Hercegovina | 3-0      | Győzelem  | 2012 Eb selejtező    |